# Убивство п'ятдесятників у Слов'янську
Уби́вство п'ятдеся́тників у Слов'я́нську — воєнний злочин, скоєний у червні 2014 року в місті Слов'янськ. Диякони п'ятдесятницької церкви «Преображення Господнє» і двоє синів пастора цієї церкви були затримані бойовиками «Російської православної армії» і згодом виявлені убитими.
Злочин викликав великий суспільний резонанс.

## Передісторія
П'ятдесятницька церква в місті Слов'янську була утворена в 2003 році і потім увійшла до Всеукраїнського союзу церков християн віри євангельської-п'ятдесятників. Для богослужбових цілей громада викупила колишній палац культури, пристосувавши його під дім молитви. Старшим пастором церкви став Олександр Павенков.
12 квітня 2014 року група озброєних людей захопила адміністративні будівлі Слов'янська, включивши місто в зону впливу самопроголошеної ДНР. За даними бюро демократії, прав людини і праці державного департаменту США з цього моменту почалися фіксуватися випадки релігійного переслідування християн протестантських конфесій.

## Хроніка подій

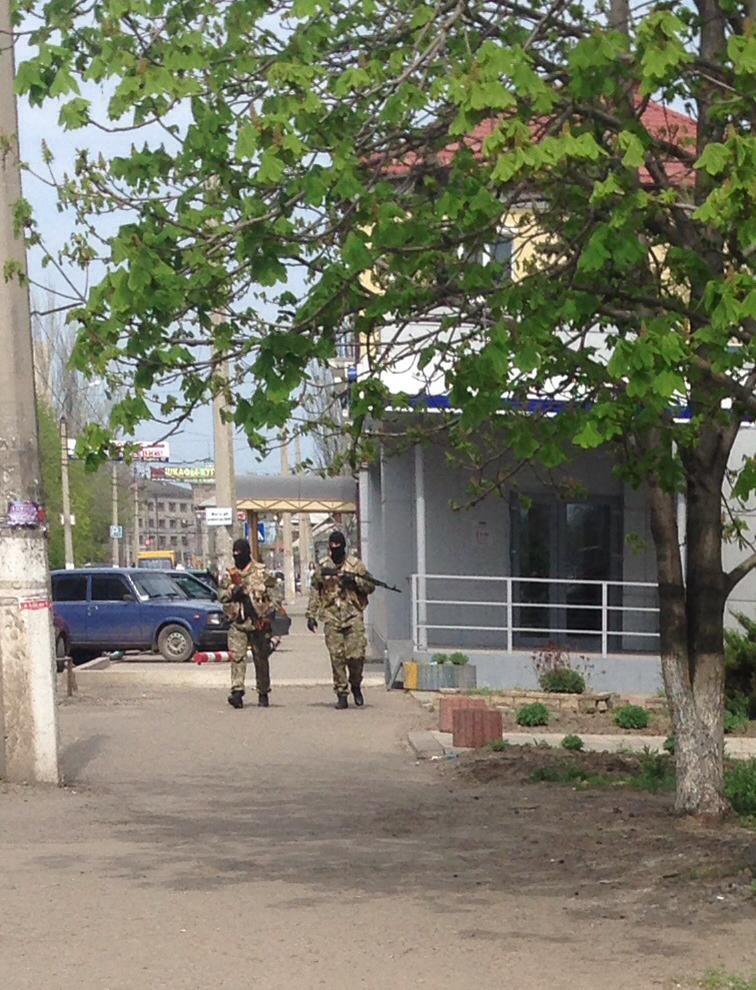
Сепаратисти на вулиці Слов'янська

8 червня 2014 року під час святкового богослужіння в церкві в день Трійці бойовики угрупування «Російська православна армія» затримали чотирьох членів цієї церкви і вивезли їх у невідомому напрямку. Також сепаратисти захопили чотири автомобілі, що належали викраденим. Імовірно планувалося також захоплення старшого пастора, якого в той момент в церкві не виявилося. Затриманим пред'явили звинувачення в «злочині проти ДНР», яке виражалося в підтримці української армії.
Згодом стало відомо, що затримані були доставлені в міську пожежну частину, підвал якої був переобладнаний для тримання заарештованих. Інформаційно-аналітичний портал «Мир Вам!» відзначав, що «за свідченням одного із заступників прокурора Слов'янська, якому вдалося втекти з полону ДНР, він чув крики братів, яких під час допиту піддавали тортурам».
За словами одного з членів церкви, після допитів і катувань о 3 годині ночі 9 червня чотирьом заарештованим було наказано сісти в машину і виїхати з міста в бік гори Карачун. Заарештованих супроводжували два автомобіля з сепаратистами. Близько 4 години ночі 9 червня по автомобілю із затриманими був відкритий вогонь. Володимир Величко був убитий на пасажирському сидінні, інші були розстріляні біля автомобіля, який потім був підпалений.
За словами диякона Андрія Боріло відомі обставини останніх годин життя прихожан. Він посилається на декількох безпосередніх свідків. Люди, залучені до господарського обслуговування і займалися годівлею ув'язнених, розповіли, що в якийсь момент допит переривали імітацією розстрілу. Виводили, зачитували вирок і стріляли мимо. За словами іншого свідка, співкамерника, парафіяни під час допиту і катувань не втрачали людської гідності: вони молилися і співали пісні. Пізно вночі, під ранок, прихожан звільнили і повернули один з чотирьох автомобілів — Chevrolet Evanda Віктора, в який сіли Віктор і Володимир спереду, а Рувим і Альберт ззаду. У районі «Машмет» в безлюдному місці їх машина була підірвана гранатою. Ймовірно, зупинили пострілом з підствольного гранатомета з автомобіля супроводу. Це не міг бути постріл з блокпоста на «Машмет», тому що до блокпоста вони не доїхали. Машина загорілася, а задні двері заклинило. Судячи з характеру поранення Володимир помер миттєво від смертельного поранення в голову. Він згорів в автомобілі і «від нього залишилося зовсім небагато» за словами Андрія Боріло. Віктор встиг втекти в болото, де на нього полювали. Намагалися підстрелити в очеретах. Свідки бачили як стріляли по чагарниках, але його не змогли знайти. Вранці його, вже мертвого, знайшла на дорозі спеціальна команда, яка збирала трупи в Слов'янську. Альберт і Рувим вилазили з задніх сидінь палаючої машини з заклиненими дверима. Альберт вилазив першим і менше обгорів. Ймовірно він від болю впав на живіт. Його вбили з близької відстані 8 пострілами в спину. Рувим обгорів більше і був убитий 6 пострілами в обличчя. За словами свідка всі постріли були поодинокі.
За словами Фрідона Векуа, колишнього на той момент заступником міського голови Слов'янська з гуманітарних питань, вранці 9 червня інформація про загибель чотирьох віруючих була озвучена на закритій нараді керівників ДНР. За інформацією Антона Геращенко, викладеної ним на його сторінці в соціальній мережі Facebook, лідер сепаратистів Ігор Гіркін був невдоволений діями виконавців. Після цього убивці поклали тіла в одну машину і намагалися зімітувати загибель пасажирів від мінометного вогню українських військових.
В інтерв'ю кореспонденту інтернет-видання «6262.com.ua» Богдану Красовському вдова Віктора Брадарського Наталя розповіла, що 10 червня в міському відділі міліції її запевнили, що чоловік значиться в списку ув'язнених, а також дозволили передати чоловікові їжу і ліки. За її словами, на подальші звернення родичів різні представники окупантів заявляли, що затримані відбувають покарання, риють окопи біля села Семенівка і незабаром будуть відпущені. Вона розповіла, що на початку липня родичам затриманих повідомили, що всі четверо зниклих були звільнені раніше..

### Виявлення трупів
Оскільки у відділенні міліції ДНР вдову Віктора Брадарського Наталю запевняли, що з 8 червня її чоловіка забрали рити окопи, про смерть ніхто з родичів дійсно не думав. Пізніше вдова звернулася до протоієрея УПЦ (МП) Миколи Фоменка. Той мав безперешкодний доступ до захоплених будівль СБУ та міліції. Служитель церкви обнадіяв відвідувачку інформацією про те, що її чоловік «на окопах». «Риття траншей» затягувалося. Спочатку фігурували 10 діб, потім 15, а потім і всі 20.
17 червня Брадарський разом з бойовиком з позивним «Льолік» вдалося побувати в пожежній частині, куди 9 днів назад відвезли 4-х прихожан. Там їй розповіли, що після нічного допиту їх відпустили на «Chevrolet Evanda» її чоловіка. Інші машини конфіскували «для своїх потреб». На питання де він зараз, запропонували почекати: «Терпіть, може, він у коханки».
Вже при українській владі в Слов'янську знайшли братську могилу, де разом з протестантами було поховано 14 тіл.
Співробітник Human Rights Watch Юлія Горбунова з посиланням на свідчення двох місцевих жителів, що живуть по сусідству з міським моргом, зазначила, що останки невідомих загиблих були доставлені в морг і позначені як непізнані. У морзі трупи загиблих знаходилися до 11 червня, після чого вони були поховані у братській могилі.
За даними Антона Геращенко, згорілий остов автомобіля залишився на узбіччі і пізніше на підставі номера двигуна був ідентифікований як такий, що належав В. Брадарському, а інші машини загиблих були конфісковані сепаратистами і вивезені зі Слов'янська в ході виведення сил ДНР з міста.
7 липня, після того як Слов'янськ повністю перейшов під контроль українських військових, в місто прибув міністр внутрішніх справ України Арсен Аваков і його заступник Василь Паскал. За словами Наталії Брадарської, вона зверталася до них з проханням про допомогу в пошуках зниклих.
14 липня Антон Геращенко заявив, що Арсен Аваков доручив йому повідомити, що на місці масового поховання була проведена ексгумація тіл, які мали сліди тортур і знущань. Серед 14 виявлених тіл по залишкам одягу були впізнані брати Павенки, а також В. Брадарський; сильно обгоріле тіло В. Величко було ідентифіковано пізніше, після генетичної експертизи.
20 липня після завершення процедури ідентифікації, тіла загиблих були перепоховані на місці їх виявлення — за дитячою лікарнею, на пустирі.

## Загиблі
- Володимир Олександрович Величко (народився в 1973) — диякон. Одружений, батько восьми дітей.
- Віктор Іванович Брадарський (народився в 1974) — диякон. Одружений, батько трьох дітей.
- Рувим Олександрович Павенко (народився в 1984) — член церкви, син пастора.
- Альберт Олександрович Павенко (народився в 1990) — член церкви, син пастора. Одружений.

## Розслідування

### Причини розстрілу
У прес-релізі Церкви християн віри євангельської України її голова Михайло Паночко заявив, що під час арешту загиблим інкримінувалося «злочин проти ДНР», а саме — підтримка української армії. За відомостями радника міністра внутрішніх справ України Антона Геращенко причиною арешту став донос, в якому підозрювані звинувачувалися в доставці їжі на блокпости ЗСУ і Національної гвардії, а також у можливому інформуванні українських військових про дії сепаратистів.
На рівні чуток стверджувалося, що загиблі завезли в Слов'янськ чи то хімічну, чи біологічну зброю. Близькі до загиблих заперечують факт співпраці з українською армією. Кореспондент газети Файненшл таймс Гай Чазан, посилаючись на дані українських міліціонерів, назвав звинувачення у співпраці з ЗСУ помилковими.
Серед інших версій називалося викрадення з метою отримання викупу, втім, за словами одного з очевидців подій, «служителі церкви схиляються до того, що вся справа — в релігії». За словами родичів загиблих, однією з можливих причин розстрілу могла стати заздрість і жага помсти. Відомо, що батько братів Павенков був бізнесменом; йому належали фабрика по виробництву меблів і «Семенівський» ковбасний цех. Незадовго до арешту на одне з підприємств сім'ї Павенков надійшла чергова партія металоконструкцій, необхідних для виробництва; можливо саме цей вантаж став джерелом чуток про зброю для української армії.

### Виконавці
31 січня 2018 року прес-служба поліції Донецької області повідомила, що вбивць було троє, їх особи встановлені і вони ховаються в Донецьку:
- Пушков Євгеній Миколайович, 1979 року народження, житель міста Слов'янськ.
- Образцов Олег Володимирович, 1965 року народження, житель міста Макіївка (за іншими даними — Севастополя).
- Чернишов Андрій Олександрович, 1963 року народження, житель міста Слов'янськ.

Їм заочно пред'явлено звинувачення за 5 статтями Кримінального кодексу України: 146 (незаконне позбавлення волі або викрадення людини), 127 (катування), 115 (умисне вбивство), 289 (незаконне заволодіння транспортним засобом) та ч. 4 ст. 187 (розбій).
Про Олега Образцова є інформація що він вбитий 3 лютого 2015 року біля селища Рідкодуб під час боїв за Дебальцеве.

## Реакція
Вбивство наводиться як один з головних прикладів переслідування релігійних меншин з боку проросійських бойовиків. Кореспондент Української служби BBC Світлана Дорош назвала це вбивство найбільш гучним злочином проти служителів релігійного культу, здійсненому в ході війни на сході України. Бюро демократії, прав людини і праці державного департаменту США включило цю подію в список прикладів переслідування протестантів на території, непідконтрольній українській владі.
Уявлення про те, що п'ятдесятники були репресовані через свої релігійні погляди, відображено в спільному звіті організації «Міжнародне партнерство за права людини» (Брюссель), правозахисної організації «Центр громадянських свобод» (Київ) і в публікаціях російського філософа Миколи Карпіцького, що живе в Україні.
Після теракту в редакції Шарлі Ебдо, коли в інтернеті широко поширився слоган «Je suis Charlie» (фр. «Я — Шарлі»), український блогер і громадський діяч Денис Казанський опублікував пост «Ми всі — протестанти зі Слов'янська», пропонуючи його як варіант гасла солідарності. Матеріал був поширений низкою ЗМІ і блогерів.

### Матеріал «Голосу Росії»
15 липня 2014 року англомовною службою російської державної радіостанції «Голос Росії» був опублікований матеріал під заголовком «Два священика зі Слов'янська вбиті за допомогу силам самооборони» (англ. Two priests from Slavyansk killed for assisting self-defense forces). У матеріалі, з посиланням на Антона Геращенка і спотвореним та викривленим перекладом його слів, зокрема, вказувалося, що загиблі були вбиті за допомогу сепаратистам і що вбивцями були українські націоналісти. Із спростуванням даного матеріалу виступили кореспондент газети Christian Science Monitor Скотт Петерсон, журналіст газети Нью-Йорк Таймс Ендрю Гіггінс, а також український юрист і виконавчий директор Інституту релігійної свободи Максим Васін, який в своєму блозі звинуватив англомовну службу радіо «Голос Росії» в тому, що вона повністю спотворила слова Антона Геращенка.

## Публікації
- Куриленко В. П. Наша «Новая Жизнь». История церкви, 1947-2007 гг. — Славянск : Ездра, 2007. — С. 294—295. — ISBN 966-8069-10-2.
- Богдан Красовский (9 червня 2015). Годовщина трагедии в Славянске: Чужая религия как оправдание убийства. Деловой Славянск. Процитовано 12 лютого 2016.
- Дмитрий Фионик (29 серпня 2014). Восхождение. Кто убил четырёх христиан в осаждённом Славянске. ООО «Фокус Медиа». Процитовано 12 лютого 2016.